# Rabiea difformis
Rabiea difformis là một loài thực vật có hoa trong họ Phiên hạnh. Loài này được (L.Bolus) L.Bolus miêu tả khoa học đầu tiên năm 1938.